# ADAC GT Masters
Das ADAC GT Masters, die Internationale Deutsche GT-Meisterschaft, ist eine deutsche Automobil-Rennserie mit Sportwagen der Klasse GT3. Die Serie wurde im Jahr 2007 erstmals ausgetragen und war zwischen 2009 und 2012 Teil des ADAC Masters Weekend. Ab 2013 nennt der ADAC sein bisheriges Veranstaltungspaket ADAC Masters Weekend schlicht ADAC GT Masters zu dessen Rahmenprogramm u. a. seit 2019 die ADAC GT4 Germany, seit 2016 die ADAC TCR Germany und seit 2015 die ADAC Formel 4 gehören. Organisiert wird das ADAC GT Masters von der ADAC Motorsport-Abteilung aus München in technischer Kooperation mit dem Deutschen Motorsport Bund (DMSB). Zur Saison 2021 wurde die Rennserie mit dem Meisterschaftsprädikat Internationale Deutsche GT-Meisterschaft aufgewertet. Bereits 2010 und 2011 zählten ausgewählte Events des ADAC GT Masters und der VLN zusätzlich zur vom DMSB ausgeschriebenen Deutschen GT-Meisterschaft.

## Geschichte

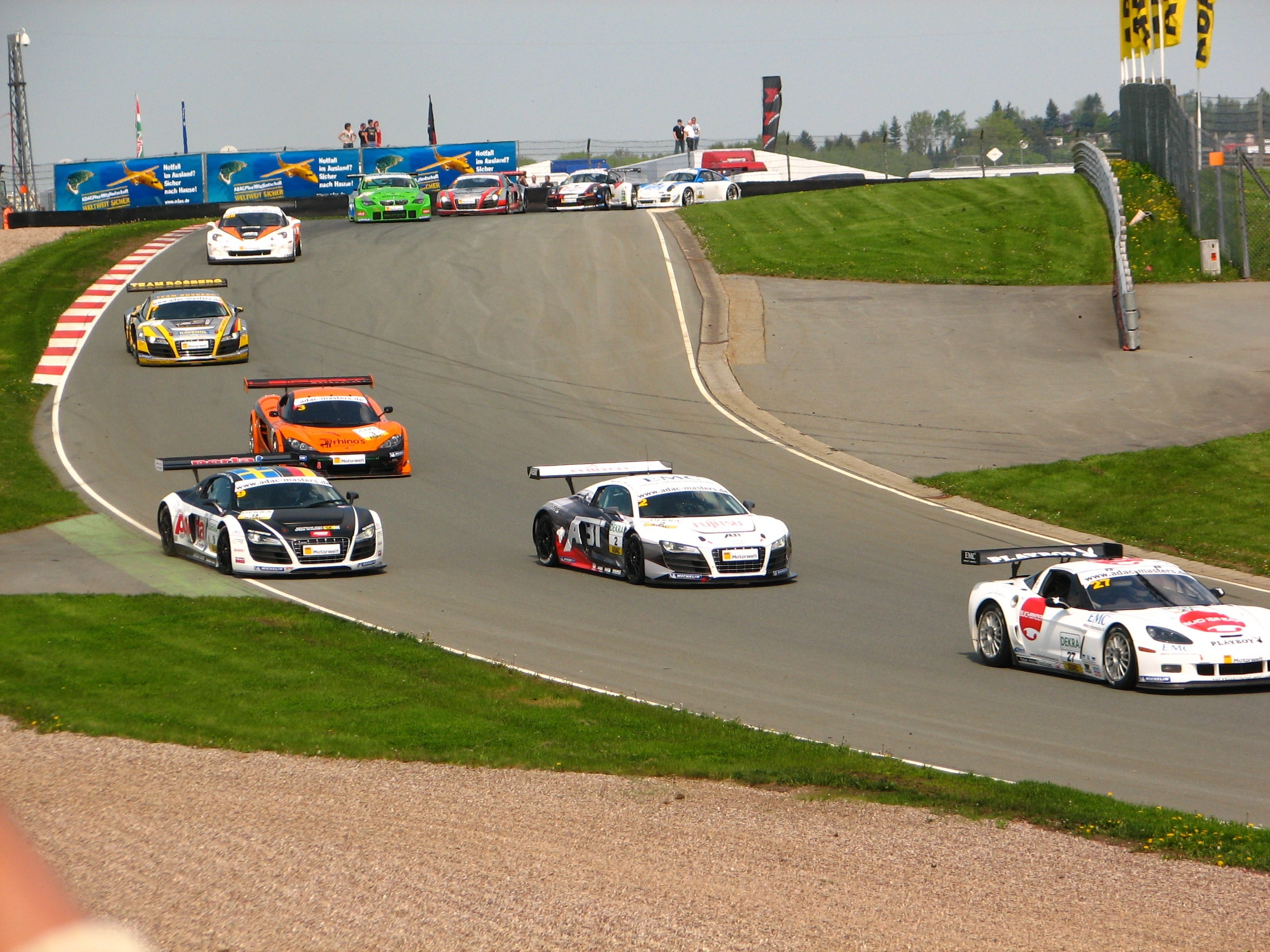
Rennen am Sachsenring

Mitte der 1970er-Jahre wurde in der Deutschen Rennsport-Meisterschaft erstmals eine nationale Rennserie in Deutschland ausgeschrieben, bei dessen Rennen neben Amateuren auch Profirennfahrer in GT-Fahrzeugen an Veranstaltungen teilnehmen konnten. Bis zur Auflösung 1985 öffnete sich die Serie zunehmend Sportprototypen. 1993 versuchte der ADAC GT Cup die Lücke zu schließen. Bis 1997 wurden dort in verschiedenen Fahrzeugkategorien Rennen im deutschsprachigen Raum veranstaltet. Jedoch konnte die Serie nicht an die Erfolge der DRM anknüpfen, zudem starteten auch eine Reihe von Tourenwagen, zunächst um die Startfelder zu füllen. Ab 1995 wurden die leistungsstärkeren GT-Fahrzeuge verboten und die Meisterschaft bis 1997 mit immer kleiner werdenden Starterfeldern nun fast ausschließlich mit Tourenwagen ausgefahren.
Parallel zu den Ereignissen stieg die von Stéphane Ratel, Patrick Peter und Jürgen Barth initiierte europäische GT-Meisterschaft BPR Global GT Series zu der von dem internationalen Automobilverband geleiteten FIA-GT-Meisterschaft auf. Ratel gründete dazu in den Jahren die SRO (Stéphane Ratel Organisation) und schuf mit den unterschiedlichen Fahrzeugreglements die Basis für mehrere nationale GT-Serien in Europa, Brasilien und Australien. Neben der Übernahme der britischen und belgischen GT-Serie, gründete die SRO 2007 gemeinsam mit dem ADAC unter anderem das ADAC GT Masters. Die Leitung übernahm Jürgen Barth. Dabei setzte Barth weitestgehend auf das Konzept der ebenfalls von der SRO seit 2006 ausgetragenen FIA GT3-Europameisterschaft.
Obwohl es 2008 von Seiten des Veranstalters Pläne gab, die Fahrzeuge um die von der SRO entwickelten GT4-Kategorie zu erweitern, blieben die Fahrzeuge nach Reglement der GT3 die einzig zugelassenen Rennwagen. So wurden in den ersten Jahren, wie in der Europameisterschaft, neben der Hauptwertung auch Markenpokale ausgefahren. Diese Wertung wurde 2009 jedoch nicht fortgeführt. Stattdessen trennte der ADAC die Gesamtwertung in eine Profi- und Amateurwertung. Im Gegensatz zur Ende 2012 eingestellten FIA GT3-Europameisterschaft sind im ADAC GT Masters bereits seit dem Bestehen auch reine Profifahrerpaarungen zugelassen. Organisiert wurde das ADAC GT Masters zwischen 2007 und 2011 von der Stéphane Ratel Organisation in Verbindung mit dem ADAC, unter der Leitung von Jürgen Barth. Seit dem Saisonbeginn 2012 organisiert der ADAC das ADAC GT Masters über seine Motorsport-Abteilung aus München, und intensivierte auf der technischen Seite die Kooperation mit dem Deutschen Motorsport Bund (DMSB).
Mit der Übernahme der DTM-Rechte ab 2023 plante der ADAC die Zusammenlegung der ADAC GT Masters und des Prototype Cup Germany zu einer neuen, DTM Endurance genannten, Rennserie. Nach dem Wunsch vieler Motorsport-Teams wurde dieser Plan jedoch verworfen und die ADAC GT Masters als eigenständige Rennserie weitergeführt.
In der Saison 2024 geht die ADAC GT Masters mit einer neuen Ausrichtung an den Start. Dabei liegt der Fokus der Serie auf einem Pro-Am-Format für junge Talente und Gentlemen-Fahrer. Der beste Nachwuchspilot nimmt am neuen Programm ‚Road to DTM‘ teil und erhält eine Nennung für die nachfolgende DTM-Saison. Des Weiteren ist die Einführung eines „Endurance“-Formats in den Rennveranstaltungen auf dem Nürburgring und in Spa-Francorchamps vorgesehen. Der erste Rennlauf erstreckt sich über eine Distanz von 40 Minuten, wobei der Pflichtboxenstopp zwischen der 15. und 25. Rennminute stattfindet. Im zweiten Rennen des Wochenendes wird die Distanz auf 80 Minuten erhöht, wobei zwei Pflichtboxenstopps zu absolvieren sind. Ebenso sind im Rennen 2 Reifenwechsel und das Nachtanken der GT3-Fahrzeuge vorgesehen. Bei jedem Boxenstopp muss der Fahrer gewechselt werden, sodass bei einem Endurance-Rennen ein Fahrer einen Stint fährt, während der zweite Pilot zwei Stints übernimmt.

## Reglement

### Technisches Reglement
Im ADAC GT Masters sind sämtliche nach GT3-Reglement aufgebauten und von der Fédération Internationale de l’Automobile homologierten Fahrzeuge zugelassen. Jedes dieser Autos wird vor der Saison einem Leistungstest unterzogen. Dabei werden von einem von der FIA bestimmten Fahrer alle Fahrzeuge getestet und mit Gewichtszuladungen, Motorenbegrenzungen oder ähnlichem nivelliert, um alle auf ein gleiches Niveau zu bringen. Dies soll Chancengleichheit garantieren. Die Fahrzeugeinstufung wird während der Saison fortwährend überprüft und angepasst. Für die Fahrzeugeinstufung im ADAC GT Masters zeichnet alleine der DMSB verantwortlich.
Das ADAC GT Masters startet seit der Saison 2015 auf Einheitsreifen von Pirelli. Zwischen 2007 und 2011 stattete zunächst Michelin, anschließend Yokohama das ADAC GT Masters mit Einheitsreifen aus.

### Sportliches Reglement

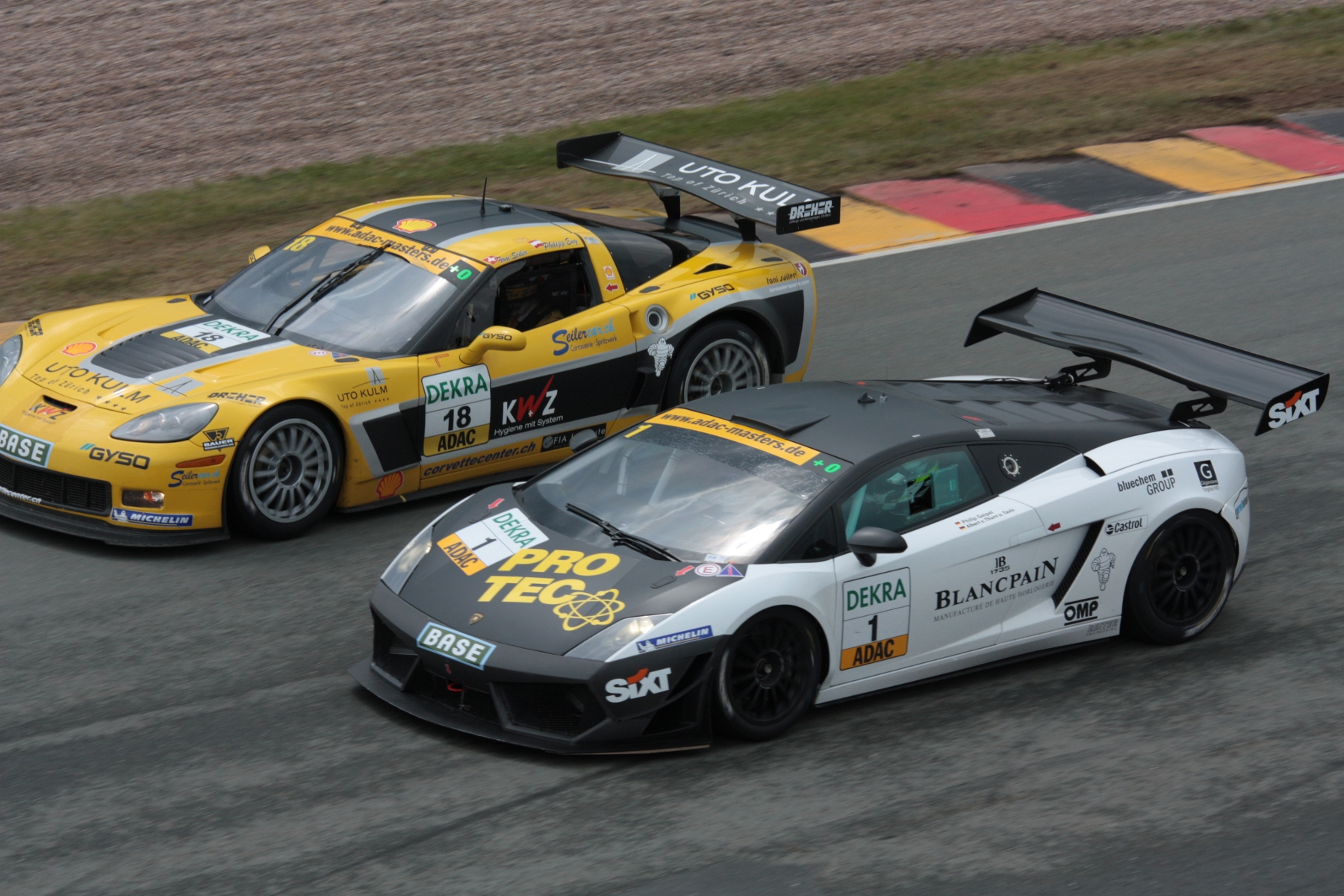
Meister Thurn und Taxis (Nr. 1) überholt den Meister der Amateurwertung Toni Seiler

Jedes Auto muss mit zwei Fahrern besetzt sein, wobei Amateur- als auch Profifahrer zugelassen sind. Jeder Fahrer wird vor einem Event in einer von vier Kategorien eingestuft. Die Stufen A, B und C sind Profis vorbehalten, während in der Stufe D Amateurfahrer starten. Um die Chancengleichheit der verschiedenen Fahrerpaarungen zu garantieren, werden die Fahrzeuge abhängig von der Einstufung der gemeldeten Fahrer mit Zusatzgewicht belegt. Seit der Saison 2013 erlaubt das ADAC GT Masters erstmals auch eine Kombination aus zwei Profi-Fahrern der Fahrerkategorie A. Bisher war diese Kombination nicht zugelassen. Im gleichen Zug wurde auch das System der Handicapgewichte überarbeitet.
Das Zusatzgewicht der Gesamtwertung ist seit 2013 wie folgt geregelt:
| Kombination | Gewicht |
| ----------- | ------- |
| A+A         | + 40 kg |
| A+B         | + 40 kg |
| B+B         | + 40 kg |
| A+C         | + 20 kg |
| B+C         | + 20 kg |
| A+D         | + 10 kg |

A = Platin; B = Gold; C = Silber; D = Bronze

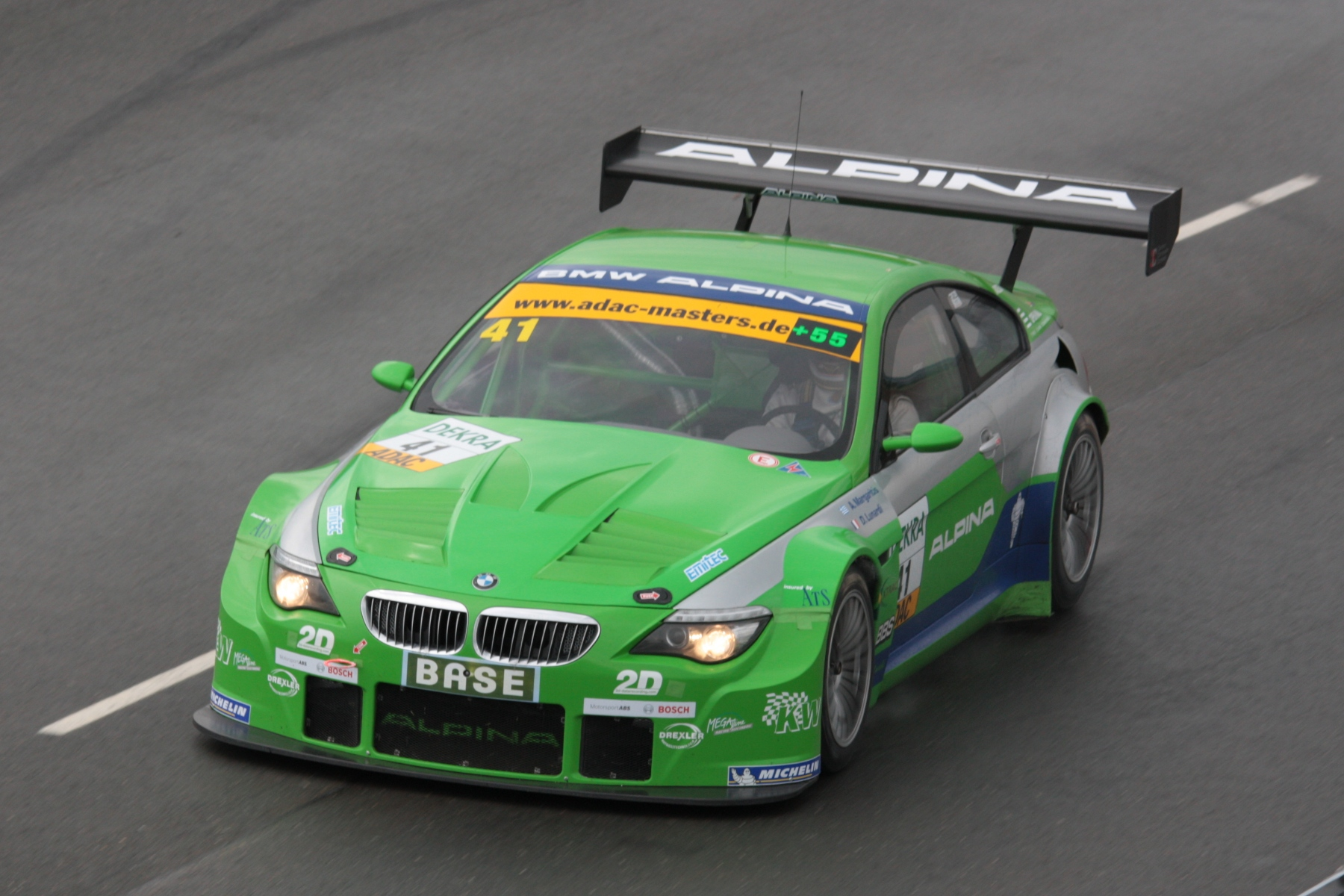
Alpina-BMW

Die Punkteverteilung je Rennen erfolgte von 2007 bis 2010 nach dem damals gültigen FIA Standard:
| Punkte | 10 | 8 | 6 | 5 | 4 | 3 | 2 | 1 |

Ab der Saison 2011 gilt das neue Punkteschema der FIA mit folgenden Vergaben:
| Punktesystem | Punktesystem | Punktesystem | Punktesystem | Punktesystem | Punktesystem | Punktesystem | Punktesystem | Punktesystem | Punktesystem | Punktesystem |
| Platzierung  | 1            | 2            | 3            | 4            | 5            | 6            | 7            | 8            | 9            | 10           |
| ------------ | ------------ | ------------ | ------------ | ------------ | ------------ | ------------ | ------------ | ------------ | ------------ | ------------ |
| Punkte       | 25           | 18           | 15           | 12           | 10           | 8            | 6            | 4            | 2            | 1            |

Punkt berechtigt sind fest eingeschriebene Fahrer und Teams. Gaststarter erhalten abgesehen von den letzten vier Saisonrennen ebenfalls Punkte.
Zusätzlich werden Fahrer der Kategorie D in einer gesonderten Gentlemen-Wertung geführt. Zwischen den Jahren 2009 und 2012 wurde die Unterwertung der Fahrer der Kategorie D „Amateur-Wertung“ genannt, seit dem Jahr 2013 Gentlemen-Wertung. Um dort Fahrerkombination, die ausschließlich aus Piloten der Kategorie D bestehen, gegenüber Profi-/Amateur-Kombinationen nicht zu benachteiligen, werden alle erzielten Punkte in dieser Wertung mit 1,5 multipliziert. Bei Profi-/Amateur-Kombinationen ist lediglich der Fahrer der Kategorie D in der Amateurwertung punktberechtigt. In der Gentlemen-Wertung wird ein Preisgeld in Höhe von 75.000 Euro ausgeschüttet.
An einem Rennwochenende werden zwei Rennen über eine Distanz von 60 Minuten ausgetragen. Für jedes Rennen wird ein Qualifikationstraining ausgetragen, nach dem die Startaufstellung erfolgt. Dabei fährt der niedriger eingestufte Fahrer das erste, der stärkere das zweite Zeittraining. Während des Rennens muss ein Boxenstopp zwischen der 25. und 35. Minute eingelegt werden, wobei ein Fahrerwechsel stattfinden muss. Je nach Rennstrecke gibt es eine Mindestzeit für den Boxenstopp, die Anzahl der Personen, welche am Fahrzeug arbeiten dürfen, ist auf zwei beschränkt. Diese Regelung soll verhindern, dass die Boxenstopps rennentscheidend sind. Während des Rennens darf weder nachgetankt noch Reifen gewechselt werden. Ausgenommen davon sind beschädigte Reifen oder wenn die Rennleitung den Wertungslauf als Regenrennen ausgibt.
Nach einem Rennen werden Platzierungsgewichte verteilt, welche für das folgende Rennen gelten. Dabei gilt folgende Regelung:
| Platz | Gewicht |
| ----- | ------- |
| 1     | +30 kg  |
| 2     | +20 kg  |
| 3     | +10 kg  |

Pro Fahrzeug dürfen maximal 50 kg Platzierungsballast zugeladen werden. Die Platzierungsgewichte werden nach jedem Rennen neutralisiert. Platzierungsgewichte sollen Seriensiege verhindern und ebenfalls Chancengleichheit herstellen.

## Meister
| Jahr | Fahrer-Meister                           | Fahrzeug                       | Team-Meister                    | Meister der Amateur- bzw. Trophywertung | Meister der Junior- bzw. Silver-Cup-Wertung | Road-to-DTM-Wertung  |
| ---- | ---------------------------------------- | ------------------------------ | ------------------------------- | --------------------------------------- | ------------------------------------------- | -------------------- |
| 2007 | Christopher Haase                        | Lamborghini Gallardo GT3       | Reiter Engineering              | nicht ausgeschrieben                    | nicht ausgeschrieben                        | nicht ausgeschrieben |
| 2008 | Tim Bergmeister                          | Porsche 997 GT3 Cup S          | Team Flatex-Reiter              | nicht ausgeschrieben                    | nicht ausgeschrieben                        | nicht ausgeschrieben |
| 2009 | Christian Abt                            | Audi R8 LMS                    | Callaway Competition            | Toni Seiler                             | nicht ausgeschrieben                        | nicht ausgeschrieben |
| 2010 | Albert von Thurn und Taxis Peter Kox     | Lamborghini Gallardo LP560 GT3 | Abt Sportsline                  | Toni Seiler                             | nicht ausgeschrieben                        | nicht ausgeschrieben |
| 2011 | Dino Lunardi Alexandros Margaritis       | Alpina B6 GT3                  | Reiter Engineering              | Marc Hayek                              | nicht ausgeschrieben                        | nicht ausgeschrieben |
| 2012 | Sebastian Asch Maximilian Götz           | Mercedes-Benz SLS AMG GT3      | kfzteile24 MS Racing Team       | Swen Dolenc                             | nicht ausgeschrieben                        | nicht ausgeschrieben |
| 2013 | Diego Alessi Daniel Keilwitz             | Corvette Z06.R GT3             | Prosperia C. Abt Racing         | Christina Nielsen                       | nicht ausgeschrieben                        | nicht ausgeschrieben |
| 2014 | René Rast Kelvin van der Linde           | Audi R8 LMS ultra              | Prosperia C. Abt Racing         | Herbert Handlos                         | nicht ausgeschrieben                        | nicht ausgeschrieben |
| 2015 | Sebastian Asch Luca Ludwig               | Mercedes-Benz SLS AMG GT3      | BMW Sports Trophy Team Schubert | Andreas Weishaupt                       | nicht ausgeschrieben                        | nicht ausgeschrieben |
| 2016 | Connor De Phillippi Christopher Mies     | Audi R8 LMS                    | Montaplast by Land-Motorsport   | Remo Lips                               | Connor De Phillippi                         | nicht ausgeschrieben |
| 2017 | Jules Gounon                             | Corvette C7 GT3-R              | Callaway Competition            | Remo Lips                               | Jules Gounon                                | nicht ausgeschrieben |
| 2018 | Mathieu Jaminet Robert Renauer           | Porsche 911 GT3 R              | MANN-FILTER Team HTP            | Remo Lips                               | Sheldon van der Linde                       | nicht ausgeschrieben |
| 2019 | Patric Niederhauser Kelvin van der Linde | Audi R8 LMS GT3 Evo            | HCB Rutronik Racing             | Sven Barth                              | Max Hofer                                   | nicht ausgeschrieben |
| 2020 | Michael Ammermüller Christian Engelhart  | Porsche 911 GT3 R              | SSR Performance                 | Elia Erhart                             | Tim Zimmermann                              | nicht ausgeschrieben |
| 2021 | Ricardo Feller Christopher Mies          | Audi R8 LMS GT3 Evo            | Montaplast by Land-Motorsport   | Florian Spengler                        | Ricardo Feller                              | nicht ausgeschrieben |
| 2022 | Raffaele Marciello                       | Mercedes-AMG GT3 Evo II        | Emil Frey Racing                | Florian Spengler                        | Ben Green                                   | nicht ausgeschrieben |
| 2023 | Elias Seppänen Salman Owega              | Mercedes-AMG GT3 Evo II        | Haupt Racing Team               | nicht ausgeschrieben                    | Elias Seppänen Salman Owega                 | nicht ausgeschrieben |
| 2024 | Elias Seppänen Tom Kalender              | Mercedes-AMG GT3 Evo II        | Haupt Racing Team               | Alexander Schwarzer Alexander Fach      | Elias Seppänen Tom Kalender                 | Elias Seppänen       |

Seit 2016 wird neben der Amateurwertung (seit 2016 Trophywertung) auch noch eine Juniorwertung ausgeschrieben. Sie bleibt den Nachwuchsrennfahrern vorbehalten. Startberechtigt sind Fahrer der Fahrereinstufung „Silber“ bis zu einem Alter von 25 Jahren.
Für die besten Fahrer jeder Marke wurde 2007 und 2008 auch ein Pokal vergeben. Im Jahr 2007 brachten nur Porsche und Lamborghini genügend Starter für die geforderte Mindestanzahl von sechs Fahrzeugen auf. Für die Saison 2008 wurde die Mindestanzahl von Startern für die Ausschreibung der Markenwertung von sechs auf vier reduziert, danach das Konzept zugunsten einer Amateurwertung komplett verworfen.
| Jahr | Porsche-Pokal                  | Lamborghini Pokal                            |
| ---- | ------------------------------ | -------------------------------------------- |
| 2007 | Jan Seyffarth Frank Schmickler | Christopher Haase                            |
| 2008 | Tim Bergmeister                | Christopher Haase Albert von Thurn und Taxis |

## Fahrer
In der ADAC GT Masters waren mit Gianni Morbidelli, Jan Lammers, Loris Kessel, Andrea Chiesa, Michael Bleekemolen, Sakon Yamamoto, Mika Salo, Markus Winkelhock, Heinz-Harald Frentzen, Tomáš Enge, Jaime Alguersuari, Bernd Schneider, Karl Wendlinger und Christian Klien einige ehemalige Formel-1-Fahrer am Start. Mit Cyndie Allemann, Claudia Hürtgen, Ellen Lohr, Andrina Gugger, Christina Nielsen, Rahel Frey, Mikaela Åhlin-Kottulinsky, Carrie Schreiner und Simona de Silvestro starteten auch einige Frauen in dieser Serie. Weitere prominente Starter waren Bobfahrer Christoph Langen, Ex-Skispringer Sven Hannawald, der mehrmalige Rallye-Weltmeister Sébastien Ogier, Unternehmer Albert von Thurn und Taxis und Prinz Bernhard van Oranje.

## Übertragung
Seit 2015 überträgt Sport1 live im Fernsehen das ADAC GT Masters, seit 2017 stellt der ADAC die Rennen auf YouTube als Livestream und als Video on Demand zur Verfügung. Die Rennen wurden von 2010 bis 2015 im ran-Fenster auf kabel eins übertragen. Im ersten Jahr der Übertragung kommentierte Rainer Braun alle Rennen, ab 2011 saß Patrick Simon hinter dem Mikrofon. Simon wurde in der Saison 2013 vom ehemaligen Sky-Formel-1-Kommentator Jacques Schulz unterstützt. Eine Aufzeichnung beider Meisterschaftsläufe gab es eine Woche später auf dem Fernsehsender Sport1 sowie Sport1+ im Magazin ADAC Masters Weekend. Am Tag nach dem Rennwochenende zeigte zusätzlich der Nachrichtensender N24 eine Zusammenfassung. Der ADAC und der Privatsender kabel eins beendeten ihre Partnerschaft 2014.
2020 wurde der Vertrag mit Sport1 beendet, ab 2021 sendet RTL Nitro die Rennen.